# Bennecourt
Bennecourt – miejscowość i gmina we Francji, w regionie Île-de-France, w departamencie Yvelines. Przez miejscowość przepływa Sekwana. 
Według danych na rok 1990 gminę zamieszkiwały 1572 osoby, a gęstość zaludnienia wynosiła 226 osób/km² (wśród 1287 gmin regionu Île-de-France Bennecourt plasuje się na 536. miejscu pod względem liczby ludności, natomiast pod względem powierzchni na miejscu 553.).